# Tikukuwa
Tikukuwa fou una ciutat del nord de l'Imperi Hitita. El rei Subiluliuma I es va aturar en aquesta ciutat en una campanya contra els kashka a la part final del seu regnat, vers el 1330 aC.